# Pálffytelek
Pálffytelek (1899-ig Miklóstelek, szlovákul Mikulášov, németül Nickelhof) Laksárújfalu településrésze, egykor önálló falu Szlovákiában, a Nagyszombati kerületben, a Szenicei járásban.

## Nevének eredete
Nevének előtagját egykori birtokosáról, Pálffy Miklós hercegről kapta.

## Fekvése
Szenicétől 27 km-re délnyugatra fekszik.

## Története
Fényes Elek szerint „Nickelhof, puszta, Poson vmegyében, Ujfalu-Laksór fiókja, 300 kath. lak.”
A trianoni békeszerződésig Pozsony vármegye Malackai járásához tartozott.

## Népessége
1910-ben 241, túlnyomórészt szlovák lakosa volt.
2001-ben Laksárújfalu 1031 lakosából 1001 szlovák volt.

## Nevezetességei
Szent Miklós tiszteletére szentelt harangtornya.

## Külső hivatkozások
- Községinfó
- Pálffytelek Szlovákia térképén
- E-obce.sk Archiválva 2008. február 7-i dátummal a Wayback Machine-ben